# Villa romana di Malvaccaro
La villa romana di Malvaccaro è un sito archeologico della città italiana di Potenza (e attualmente unica villa romana ritrovata in essa), scoperto nel 1973 nell'area che oggi fa parte del quartiere Poggio Tre Galli. Benché la parte ad oggi visibile sia datata tra il III ed il IV secolo, sono state trovate anche delle tracce risalenti ai due secoli precedenti.
Il livello più basso dell'area è costituito da un marmo color pavone (detto anche frigio, data la provenienza dall'ex omonima regione oggi Egea). Qui si accede allo spazio che apparteneva alla sala da pranzo, costituito da un mosaico policromo con triangoli disposti in stile "spina di pesce". Al centro della sala è visibile un'immagine pavimentata delle Tre Grazie, mentre a nord si entra in un'altra stanza nella quale si trovava un divano in muratura. Nel VI secolo la villa è stata poi abbandonata, solo in parte fu trasformata in un cimitero.
L'area è stata, molto tempo dopo, anche una casa in agro rurale. Si ritiene che fosse già originariamente un'area di produzioni agricole. 
La villa è stata ristrutturata dalla scuola del Mosaico di Ravenna
Nel 2018 viene acquisita dal Comune di Potenza e torna visitabile nell'estate 2019.

## Descrizione
La sala, essendo di dimensioni relativamente non molto grandi, veniva usata solamente dal padrone e riservata ad ospiti considerati maggiormente illustri. In essa avevano inoltre luogo anche gli spettacoli, con scopo di intrattenimento per i commensali. Nella parte centrale della villa vi era anche un'area ove si conservavano i cibi, mentre nella parte più alta vi erano cinque residenze. Il complesso era realizzato con la cosiddetta tipologia architettonica villa-Praetorium, molto diffusa nella Lucania dell'Antica Roma.